# Charles Itandje
Charles Itandje (Bobigny, 2 november 1982) is een in Frankrijk geboren voetbalkeeper van zowel een Kameroenese vader als moeder. Hij staat onder contract bij PAOK Saloniki, maar is verhuurd aan Konyaspor. Hij speelde eerder voor Atromitos, dat hem in 2011 overnam van Liverpool. 

## Carrière

### Liverpool
Op 9 augustus 2007 tekent hij bij Liverpool een contract. Rafael Benítez haalde hem om te laten concurreren met eerste keeper José Manuel Reina. Maar ook om de vertrokken doelman Jerzy Dudek en de uitgeleende Scott Carson te vervangen.
Itandje maakte zijn debuut voor Liverpool in de wedstrijd tegen Reading op 25 september voor de Carling Cup. Liverpool won de wedstrijd met 2-4. Hij speelde later nog een wedstrijd in de Carling Cup. Deze keer tegen Chelsea. Liverpool verloor deze partij met 2-0.
Hij speelde ook om de FA Cup. De eerste wedstrijd tegen Luton Town werd 1-1. In de tweede wedstrijd werd het 5-0. De ronde daarna werd Liverpool uitgeschakeld tegen Barnsley door met 2-1 te verliezen.
Op 1 januari 2011 tekende hij transfervrij bij het Griekse Atromitos. Op 29 januari 2013 tekende hij een 2,5-jarig contract bij PAOK Saloniki. Itanje werd in juli 2013 voor één jaar verhuurd aan Konyaspor.

### Statistieken
| Seizoen | Club               | Competitie     | Wedstrijden | Doelpunten |
| ------- | ------------------ | -------------- | ----------- | ---------- |
| 2001/02 | RC Lens            | Ligue 1        | 0           | 2          |
| 2002/03 | RC Lens            | Ligue 1        | 22          | 0          |
| 2003/04 | RC Lens            | Ligue 1        | 35          | 0          |
| 2004/05 | RC Lens            | Ligue 1        | 38          | 0          |
| 2005/06 | RC Lens            | Ligue 1        | 37          | 0          |
| 2006/07 | RC Lens            | Ligue 1        | 38          | 0          |
| 2007/08 | Liverpool          | Premier League | 0           | 0          |
| 2008/09 | Liverpool          | Premier League | 0           | 0          |
| 2009/10 | → Kavala FC (huur) | Beta Ethniki   | 19          | 0          |
| 2010/11 | Liverpool          | Premier League | 0           | 0          |
| 2010/11 | Atromitos          | Super League   | 7           | 0          |
| 2011/12 | Atromitos          | Super League   | 25          | 0          |
| 2012/13 | Atromitos          | Super League   | 19          | 0          |
| 2012/13 | PAOK Saloniki      | Super League   | 35          | 0          |
| 2013/14 | Konyaspor          | Süper Lig      | 33          | 0          |
| 2014/15 | PAOK Saloniki      | Super League   | 26          | 0          |
| 2015/16 | Rizespor           | Süper Lig      | 28          | 0          |
| Totaal  | Totaal             | Totaal         | 246         | 2          |